# Politik i Portugal
Portugal är en demokratisk republik med ett parlamentariskt system, med inslag av semipresidentialism.
Makten delas mellan presidenten (Presidente da República), parlamentet (Assembleia da República), regeringen (Governo) och domstolsväsendet  (Tribunais).

## Grundlagen
Portugals grundlag (Constituição da República Portuguesa) infördes 1976.

## Presidenten
Presidenten väljs vid direkta val på en period om fem år, och har som uppgift att utse statsministern (Primeiro-ministro), utifrån det rådande parlamentariska läget, samt att avsätta den, vid dennes oförmåga att regera, upplösa parlamentet och utlysa nyval.

## Parlamentet
Portugals parlament (Assembleia da República) består av en kammare med 230 ledamöter (deputados), valda på fyra år i direkta val. Församlingens uppgift är att stifta lagar och fatta beslut som verkställs av regeringen.

## Regeringen
Regeringen (governo) har som uppgift att verkställa parlamentets beslut, och behöver åtnjuta stöd av parlamentets majoritet för att bestå. Regeringschefen - statsministern (Primeiro-ministro) - utser och entledigar de övriga statsråden (Ministros).

## Politiska partier
|  | Konservativa partiet Centro Democrático e Social (CDS) |
|  | Socialdemokraterna Partido Social Democrata (PSD)      |
|  | Socialistpartiet Partido Socialista (PS)               |
|  | Kommunistpartiet Partido Comunista Português (PCP)     |
|  | Gröna partiet Partido Ecologista Os Verdes (PEV)       |
|  | Vänsterblocket Bloco de Esquerda (BE)                  |
|  | Djur- och Naturpartiet Pessoas–Animais–Natureza (PAN)  |

## Val

### Parlamentsval
Parlamentsval (eleições legislativas) hålls vart fjärde år. 230 ledamöter väljs till parlamentet (Assembleia da República). Det finns 22 valkretsar. Väljarna röstar på ett parti eller valkoalition, utan möjlighet att samtidigt ge en kandidat en särskild personröst. d’Hondts metod följes strikt och det finns inga spärrar.

### Presidentval
Presidentval (eleições presidenciais) hålls vart femte år. Presidenten väljs i direkta val.

### Kommunalval
Kommunalval (eleições autárquicas) hålls vart fjärde år i Portugal. Då tillsätts ledamöterna i de lokala 308 kommunfullmäktigen (assembleia municipal) samt i de lokala 3092 kommundelsfullmäktigen (assembleia de freguesia).

### Europaparlamentsval
Val till Europaparlamentet (Eleições parlamentares europeias) hålls vart femte år för att välja 22 portugisiska ledamöter av Europaparlamentet.

## Utrikesrelationer
Portugal är medlem i EU och Nato.

## Galleri

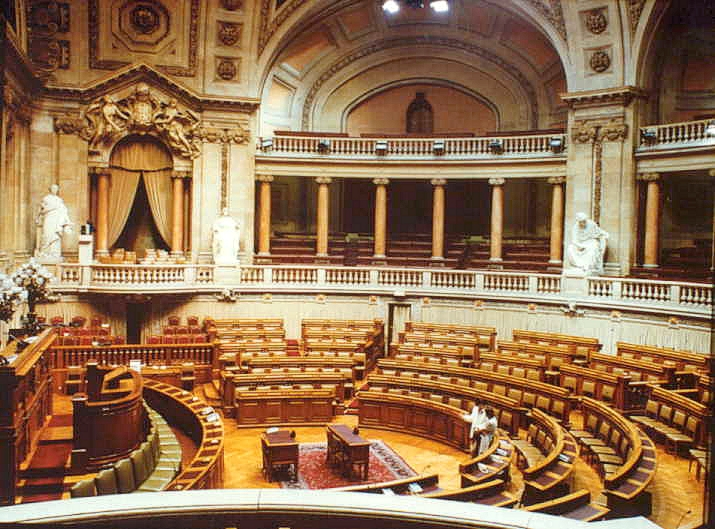
Assembleia da República, Portugals parlament
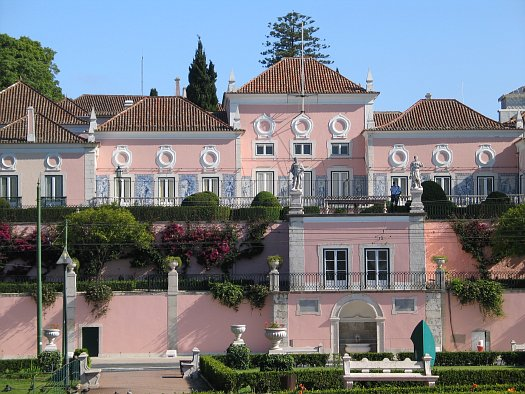
Palácio de Belém, presidentens officiella bostad
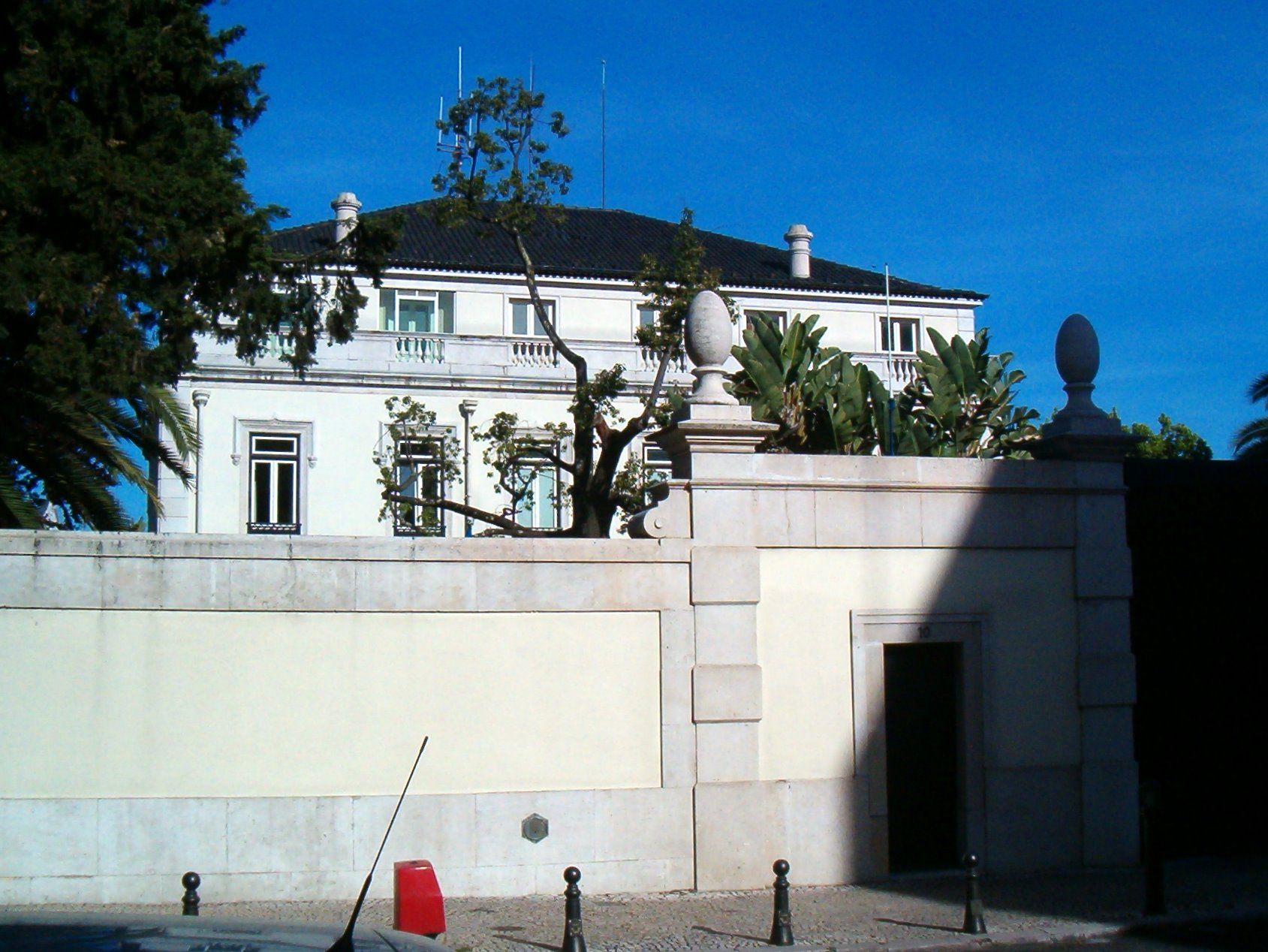
Palacete de São Bento, statsministerns officiella bostad
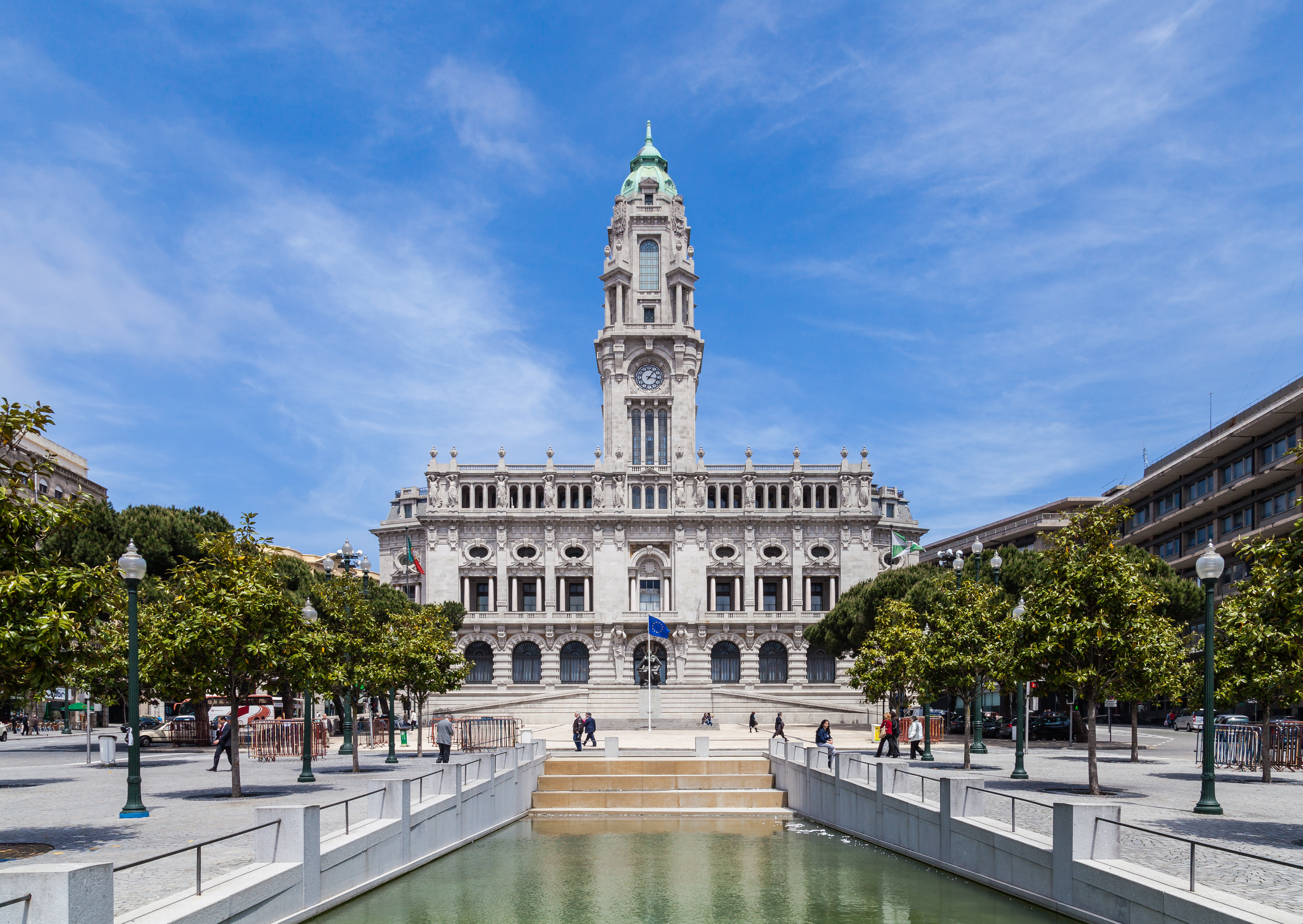
Kommunhuset i staden Porto (kommunstyrelse och kommunfullmäktige)